# Falloch
Falloch — шотландская метал-группа из двух человек, основанная в Глазго в 2010 году. Название группы происходит от названия водопада недалеко от озера Лох-Ломонд.

## История
Оба основателя группы — Скотт МакЛиан и Энди Маршалл — росли в нескольких милях от Глазго, и объединились с желанием создавать атмосферную и эмоциональную музыку. Их дебютный альбом Where Distant Spirits Remain вышел 26 сентября 2011 года при участии композиторов Яна Тьерсена, Арво Пярта и продюсера Ронана Криса Мёрфи. Альбом содержит 7 треков. Также они записали сингл «Beyond Embers & the Earth».

## Состав

### Текущий состав
- Скотт МакЛиан — ударные (2010—2012), гитары, клавишные (2010 — настоящее время)
- Бен Браун — ударные, бас-гитара, вокал (2012 — настоящее время)

### Бывшие участники
- Энди Маршалл — вокал, гитары, бас-гитара (2010—2012)
- Стив Скотт — ударные (2012—2015)
- Тони Данн — вокал, гитары (2013—2015)

#### Сессионные музыканты
- Амайя Лопез — вокал, клавишные
- Хэмиш МакКинтош — ударные (2015 — ?)
- Аласдер Данн — ударные (2015—2016)
- Гийом Мартин — гитары (2015 — ?)

## Дискография

### Полноформатные альбомы
- Where Distant Spirits Remain (2011)
- This Island, Our Funeral (2014)
- Prospice (2017)

### Синглимини-альбомы
- «Beyond Embers and the Earth» (2011)
- Base (2017)
- Diabolus (2020)

### Рецензии
- Рецензия exclaim.ca
- [heavymetal.about.com/od/falloch/fr/Falloch-Where-Distant-Spirits-Remain-Review.htm Рецензия heavymetal.about.com]
- Рецензия avclub.com